# Berna (cantão)
O Cantão de Berna é um cantão da Suíça, situado no centro do país. A capital é a cidade de Berna. É membro da confederação suíça desde 6 de março de 1353. Em 1 de janeiro de 1979 o cantão do Jura foi formado a partir da parte ocidental do cantão de Berna. A língua oficial deste cantão é o alemão.

## História
O cantão de Berna, pertence à Confederação Suíça desde 1353. Foi assim chamado de 1798 a 1815 e depois a partir 1846, mas teve outras designações como "Cidade e República de Berna" ou só "República de Berna". As línguas oficiais são o alemão e o francês mas o dialecto é suíço-alemão (Schweizerdeutsch), e a capital é Berna.
O território passou por grandes alterações desde o fim da Idade Média: ele abarcava de 1415 a 1798 uma parte do actual cantão de Argóvia - a chamada Argóvia de Berna e de 1536 a 1798 o actual cantão de Vaud. De 1798 a 1801, foi amputado de Oberland que foi nomeado cantão com Thoune como capital. Em 1815, foi-lhe atribuído a maior parte do bispado de Basileia e Bienna que formaram juntamente com o "antigo cantão" o Jura bernense. Deste separou-se em 1978 a parte norte que se tornou no cantão do Jura.
Actualmente dois terços dos habitantes reivindicam pertencer ao protestantismo.
O Castelo de Chillon, no Lago Lemano, está intimamente ligado com Berna, entre 1536 a 1798, no chamado Período bernense.
A montanha de maior altitude deste cantão é o Finsteraarhorn com 4 274 metros de altitude.

## Lista das  Comunas
| - Aarberg - Aarwangen - Adelboden - Aeschi bei Spiez - Albligen - Amsoldingen - Beatenberg - Bellmund - Belp - Belpberg - Berna - Bienna - Bleiken bei Oberdiessbach - Blumenstein - Boltigen - Brenzikofen - Brienz - Brienzwiler - Buchholterberg - Burgdorf - Burgistein - Bönigen - Diemtigen - Därligen - Därstetten - Eriswil - Eriz - Erlenbach im Simmental - Evilard - Fahrni - Forst - Frutigen - Gadmen | - Gelterfingen - Gerzensee - Gondiswil - Grindelwald - Gsteig bei Gstaad - Gsteigwiler - Guggisberg - Gurzelen - Guttannen - Gündlischwand - Habkern - Hasliberg - Heiligenschwendi - Heimberg - Hilterfingen - Hofstetten bei Brienz - Homberg - Horrenbach-Buchen - Huttwil - Höfen - Innertkirchen - Interlaken - Iseltwald - Jaberg - Kandergrund - Kandersteg - Kaufdorf - Kehrsatz - Kienersrüti - Kiesen - Kirchdorf - Kirchenthurnen - Krattigen - Köniz | - Lauenen - Lauterbrunnen - Leissigen - Lenk im Simmental - Lohnstorf - Längenbühl - Lütschental - Matten bei Interlaken - Meiringen - Melchnau - Mühledorf - Mühlethurnen - Neuenegg - Niedermuhlern - Niederried bei Interlaken - Niederstocken - Noflen - Oberbalm - Oberhofen am Thunersee - Oberlangenegg - Oberried am Brienzersee - Oberstocken - Oberwil im Simmental - Pohlern - Reichenbach im Kandertal - Reutigen - Riggisberg - Ringgenberg - Röthenbach im Emmental | - Rüeggisberg - Rümligen - Rüschegg - Rüti bei Riggisberg - Saanen - Sankt Stephan - Saxeten - Schangnau - Schattenhalb - Schwanden bei Brienz - Schwendibach - Seftigen - Sigriswil - Spiez - Steffisburg - Teuffenthal - Thierachern - Tune - Toffen - Uebeschi - Uetendorf - Unterlangenegg - Unterseen - Uttigen - Wachseldorn - Wahlern - Wald - Wattenwil - Wichtrach - Wilderswil - Wimmis - Zweisimmen - Zwieselberg |